# Aloe bequaertii
Aloe bequaertii é uma espécie de liliopsida do gênero Aloe, pertencente à família Asphodelaceae.